# Eckart von Klaeden

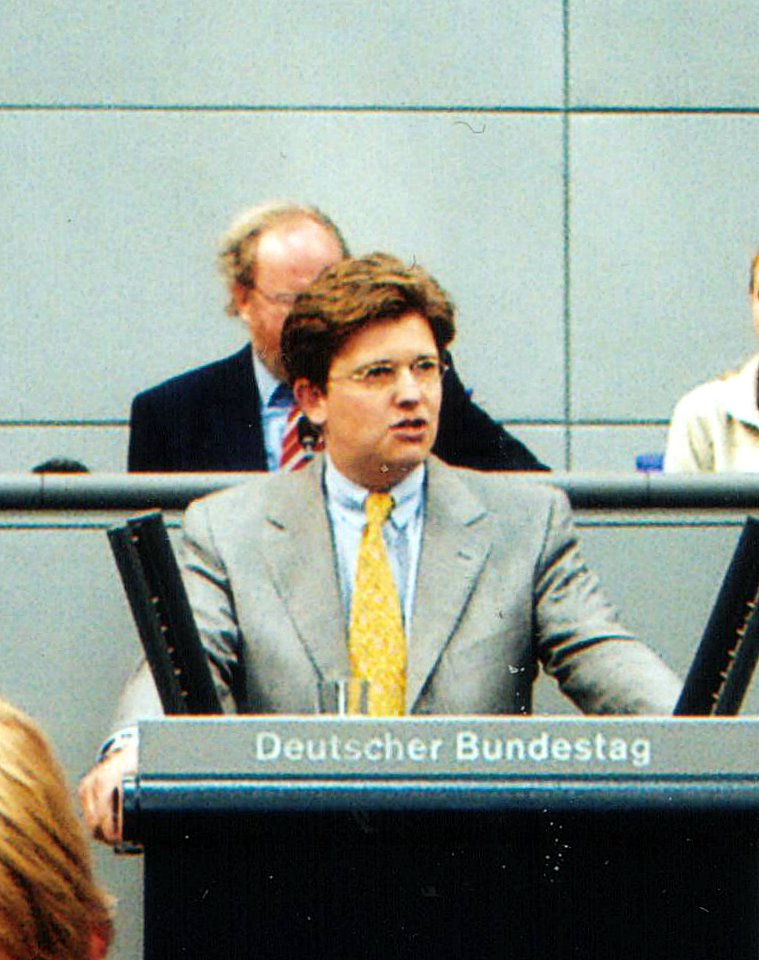
Eckart von Klaeden (2005)

Eckart Peter Hans von Klaeden (* 18. November 1965 in Hannover) ist ein deutscher Rechtsanwalt, Lobbyist und ehemaliger Politiker (CDU). Er ist Leiter der Abteilung Politik und Außenbeziehungen der Mercedes-Benz AG.

## Leben

### Herkunft, Ausbildung und Beruf

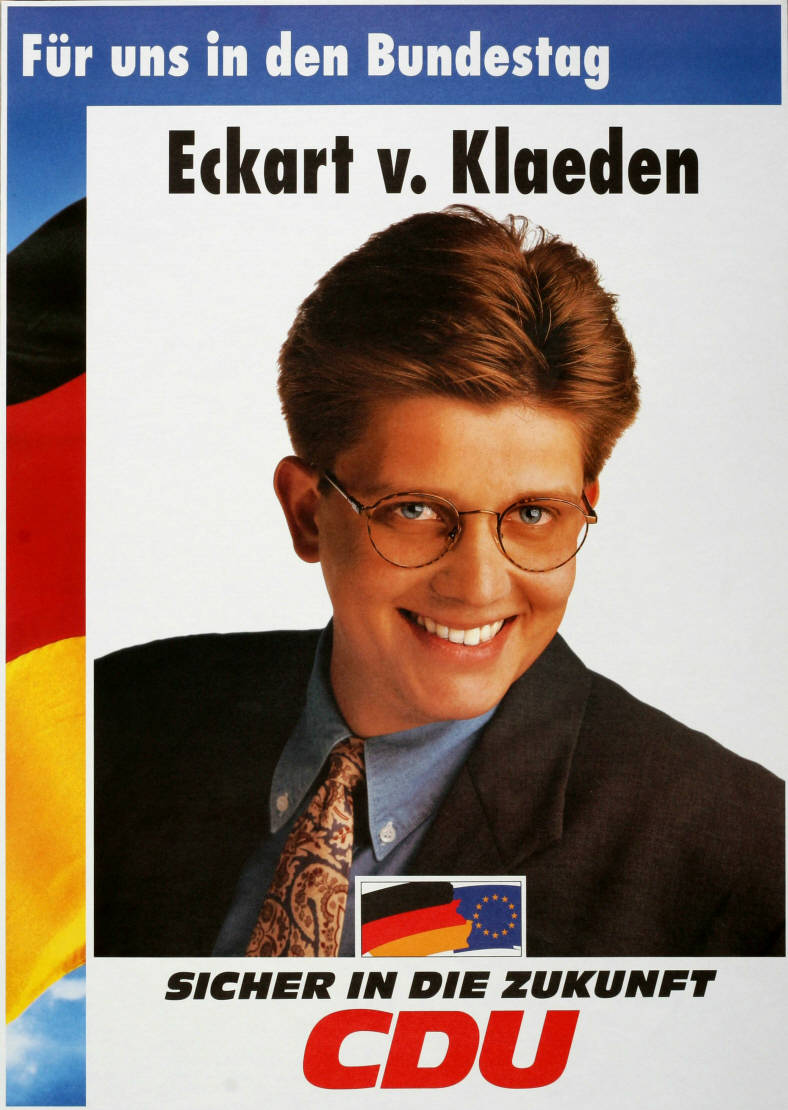
Kandidatenplakat zur Bundestagswahl 1994

Eckart von Klaeden wurde als Sohn eines Pfarrers und einer Sozialarbeiterin in Hannover geboren. Die Familie von Klaeden gehörte schon in der Frühen Neuzeit dem altmärkischen Junkerstand an – ihr Herkunftsort ist heute ein Ortsteil der Stadt Bismark (Altmark) –, ist also kein Personen-, sondern „alter“ Adel. Ansässig waren sie seit 1620 in Gohre in der Altmark. Nach dem Abitur 1985 am Kaiser-Wilhelm-Gymnasium Hannover leistete er von 1985 bis 1987 als Reserveoffizieranwärter seinen Wehrdienst beim Panzerlehrbataillon 334 in Celle-Scheuen ab. Seine Ausbildung durchlief er u. a. an der Panzertruppenschule in Munster. Nach der Beförderung zum Hauptmann der Reserve wechselte er die Teilstreitkraft und bekleidet heute den Dienstgrad Korvettenkapitän der Reserve.
Ab 1987 absolvierte er ein Studium der Rechtswissenschaft an der Julius-Maximilians-Universität Würzburg und der Georg-August-Universität Göttingen, welches er 1993 mit dem Ersten juristischen Staatsexamen beendete. In Göttingen wurde von Klaeden in der Turnerschaft Gottingo-Normannia aktiv. Das Referendariat beendete er 1996 mit dem Zweiten juristischen Staatsexamen. Er ist seitdem als Rechtsanwalt zugelassen.
Am 1. November 2013 wurde er, als Nachfolger von Martin Jäger, Leiter des Bereichs Politik und Außenbeziehungen der Daimler AG.

### Parteilaufbahn

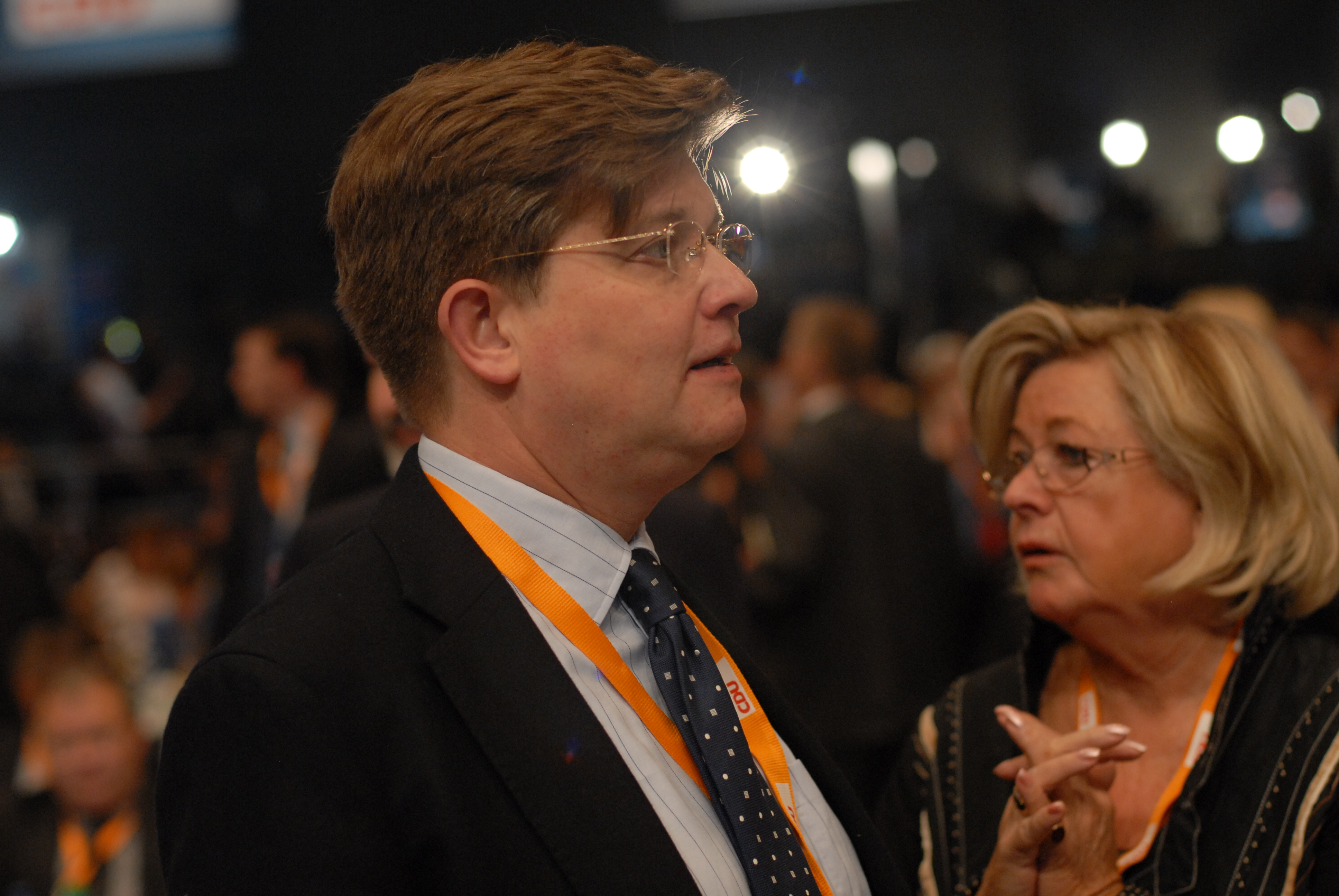
Von Klaeden auf dem CDU-Parteitag im Dezember 2012

Von Klaeden ist seit 1983 Mitglied der Jungen Union und der CDU. Von 1983 bis 1985 war er Landesvorsitzender der Schüler Union Niedersachsen. Von 1987 bis 1992 gehörte er dem JU-Bundesvorstand an und war von 1992 bis 1995 JU-Landesvorsitzender in Niedersachsen. Von Klaeden war von 1995 bis 2013 Vorsitzender des CDU-Kreisverbandes Hildesheim und gehörte seit 2004 dem CDU-Bundesvorstand an. Am 27. November 2006 wurde er zum Bundesschatzmeister der CDU gewählt. Im November 2010 gab er dieses Amt wieder ab und wurde vom 23. Parteitag zum Präsidiumsmitglied gewählt. Am 11. November 2013 legte von Klaeden seinen Sitz im CDU-Präsidium nieder. Am 8. Dezember 2013 wurde bekannt, dass die Berenberg Bank im August desselben Jahres 15.000 Euro an den CDU-Kreisverband Hildesheim zahlte und von Klaeden wenige Wochen später auf einem Kongress der Bank in München eine Rede hielt sowie anschließend auf deren Einladung das Oktoberfest besuchte.

### Abgeordnetentätigkeit
Von 1994 bis 2013 war von Klaeden Mitglied des Deutschen Bundestages. Hier war er von 2000 bis 2005 Parlamentarischer Geschäftsführer der CDU/CSU-Bundestagsfraktion. 2005 war er Obmann der CDU/CSU-Fraktion im Visa-Untersuchungsausschuss. Von 2005 bis 2009 war er Vorsitzender der Arbeitsgruppe Auswärtiges und damit auch außenpolitischer Sprecher der CDU/CSU-Fraktion. Er war Mitglied der Europa-Union Parlamentariergruppe Deutscher Bundestag.
Eckart von Klaeden ist seit seiner ersten Wahl 1994 immer über die Landesliste Niedersachsen in den Deutschen Bundestag eingezogen. Beworben hatte er sich jeweils als Direktkandidat im Wahlkreis Hildesheim, unterlag aber stets dem jeweiligen Kandidaten der SPD, zuletzt Bernhard Brinkmann. Am 28. Mai 2013 wurde bekannt, dass er bei der Bundestagswahl 2013 nicht wieder für den Deutschen Bundestag kandidieren und Ende 2013 zur Daimler AG wechseln würde.

### Öffentliche Ämter
Von Klaeden wurde am 28. Oktober 2009 von Bundeskanzlerin Angela Merkel zum Staatsminister des Bundeskanzleramts als Koordinator der Bundesregierung für Bürokratieabbau und bessere Rechtsetzung ernannt (entspricht einem Parlamentarischen Staatssekretär), nachdem der zuvor für dieses Amt vorgesehene Peter Hintze um einen Verbleib im Bundesministerium für Wirtschaft und Technologie gebeten hatte. Aufgrund der Umstände seines Wechsels aus dem Bundeskanzleramt zur Daimler AG leitete die Staatsanwaltschaft Berlin gegen von Klaeden ein Ermittlungsverfahren wegen des Anfangsverdachts der Vorteilsannahme ein. Dieses Verfahren ist am 26. Januar 2015 von der Berliner Staatsanwaltschaft eingestellt worden.

## Als Lobbyist
Nach Informationen des Spiegel zum Abgasskandal wandte sich Von Klaeden im März 2015 an den Leiter der Abteilung Wirtschaftspolitik im Kanzleramt, um sich gegen das von der EU-Kommission geplante RDE-Testverfahren einzusetzen.
Bereits während seiner Zeit als Staatsminister des Bundeskanzleramts konnte die Autolobby ihre Position zur EU-CO2-Richtlinie ihm gegenüber verdeutlichen, woraufhin jene Richtlinie von der Bundesregierung verhindert wurde.

## Persönliches
Von Klaeden ist evangelisch, verheiratet und Vater von drei Töchtern. Er ist der Bruder von Dietrich von Klaeden und Schwager von Sandra von Klaeden.

## Mitgliedschaften
Von Klaeden ist Mitglied der Göttinger Turnerschaft Gottingo-Normannia.
Von 2005 bis 2011 war er Mitglied im Präsidium des Deutschen Evangelischen Kirchentages.
Er ist Mitglied des Vorstands der Atlantik-Brücke, Mitglied im Beirat der Atlantischen Initiative sowie im Beirat (International Leadership Council) der US-amerikanischen Denkfabrik Center for European Policy Analysis (CEPA) in Washington, D.C.

## Kabinette
- Kabinett Merkel II

## Veröffentlichungen
- Kein Sonderzug nach Moskau. Deutsche Russlandpolitik muss europäisch sein; ein Standpunkt. Edition Körber-Stiftung, Hamburg 2008, ISBN 978-3-89684-135-3.